# بتاهیستین
بتاهیستین (به انگلیسی: Betahistine) که در میان سایرین با نام تجاری سرک نیز به فروش می‌رسد، یک داروی ضد سرگیجه است. معمولاً بتاهیستین در درمان سرگیجه و در نشانگان منییر مصرف می‌شود. کاهش علایم در بیماری منییر، کاهش سرگیجه ناشی از عمل بر روی گوش میانی است. برای اولین بار در سال ۱۹۷۰ در اروپا برای درمان بیماری منییر ثبت شد، اما شواهد کنونی کارایی آن را در درمان آن تأیید نمی‌کند.
طبقه‌بندی فارماکولوژیک: آنتی هیستامین، هیستامین
اشکال دارویی: قرص ۸ میلی‌گرمی و ۱۶ میلی‌گرمی
نام تجاری: Vertilox - Betaserc - Bestin

## موارد مصرف
زمانی اعتقاد بر این بود که بتاهیستین اثر مثبتی در درمان بیماری منییر و سرگیجه دارد، اما شواهد جدیدتر در مورد اثربخشی آن تردید ایجاد می‌کند. مطالعاتی در مورد استفاده از بتاهیستین انجام شده‌است که کاهش علائم سرگیجه و تا حدی وزوز گوش را در افراد نشان می‌دهد، اما شواهد قطعی در حال حاضر وجود ندارد.
بتاهیستین خوراکی برای درمان بیماری منیر و سرگیجه دهلیزی در بیش از ۸۰ کشور جهان تأیید شده‌است و طبق گزارش‌ها برای بیش از ۱۳۰ میلیون بیمار تجویز شده‌است. با این حال، بتاهیستین در چند دهه گذشته برای بازاریابی در ایالات متحده تأیید نشده‌است و در مورد اثربخشی آن اختلاف نظر وجود دارد.
کتابخانه کاکرین در سال ۲۰۰۱ به این نتیجه رسید که «بیشتر کارآزمایی‌ها کاهش سرگیجه را با بتاهیستین و برخی کاهش وزوز گوش را پیشنهاد کردند، اما همه این اثرها ممکن است ناشی از سوگیری در روش‌ها بوده باشد. یک کارآزمایی با روش‌های خوب در مقایسه با دارونما در ۳۵ بیمار، هیچ اثری از بتاهیستین بر وزوز گوش نشان نداد. هیچ‌یک از کارآزمایی‌ها هیچ اثری از بتاهیستین بر کاهش شنوایی نشان ندادند. هیچ عارضه جانبی جدی با بتاهیستین مشاهده نشد.
بتاهیستین همچنین تحت آزمایش‌های بالینی برای درمان اختلال نقص توجه و بیش فعالی (ADHD) قرار دارد.

## طریقه مصرف
در بالغین: در ابتدا ۱۶ میلی‌گرم از راه خوراکی، سه بار در روز تجویز می‌شود. دوز نگهدارنده معمولاً بین ۲۴ تا ۴۸ میلی‌گرم در روز است.
بتاهیستین باید دقیقاً طبق توصیهٔ پزشک مصرف شود. معمولاً جهت کنترل سرگیجه، در ابتدا ۱۶ میلی‌گرم از راه خوراکی سه بار در روز تجویز شده و سپس ۲۴تا۴۸میلی‌گرم درروز تا زمانی که علائم برطرف گردد، ادامه می‌یابد. بهتر است بتاهیستین همراه با یک وعدهٔ غذایی سبک مصرف شود. بهتر است قرص بصورت کامل همراه با یک لیوان آب بلعیده شود و نیز دارو بصورت منظم مصرف، تا از فراموشی مصرف دارو جلوگیری گردد و سریعتر بهبودی حاصل شود. در صورت فراموشی یک نوبت مصرف دارو، نیاز به مصرف آن در زمان یادآوری نیست و نوبت بعدی را طبق برنامهٔ گذشته مصرف کرده و از دوبرابر نمودن مقدار مصرف دارو در نوبت بعدی خودداری شود.

## مکانیسم اثر
مطالعات فارماکولوژیک در حیوانات نشان دهنده بهبود جریان خون در استریا واسکولاریس گوش داخلی از طریق سست شدن اسفنکترهای پیش مویرگی سیستم بسیار کوچک گردش خون در گوش داخلی است.

## موارد منع مصرف
بتاهیستین برای بیماران مبتلا به فئوکروموسیتوما منع مصرف دارد. بیماران مبتلا به آسم برونش یا سابقه زخم گوارشی باید به دقت تحت نظر باشند.

## موارد احتیاط
- آسم
- سابقه زخم پپتیک
- حاملگی
- دوران شیردهی

## عوارض جانبی
بیمارانی که بتاهیستین مصرف می‌کنند ممکن است عوارض جانبی زیر را تجربه کنند:
- در پوست: بثورات جلدی
- در دستگاه گوارش: تهوع، استفراغ، سطح پایین عوارض جانبی معده
- در سلسله اعصاب مرکزی: سردرد

بیمارانی که بتاهیستین مصرف می‌کنند ممکن است چندین واکنش حساسیتی و آلرژیک را تجربه کنند. در شماره نوامبر ۲۰۰۶ «ایمنی داروها»، دکتر سابین جک تول و دکتر ولفگانگ واگنر گزارش دادند که بتاهیستین ممکن است چندین عارضه جانبی آلرژیک و پوستی ایجاد کند. اینها شامل بثورات در چندین نواحی بدن می‌شود. خارش و کهیر؛ و تورم صورت، زبان و دهان. سایر واکنش‌های حساسیت گزارش شده عبارتند از گزگز، بی‌حسی، احساس سوزش، تنگی نفس و تنفس سخت. نویسندگان مطالعه پیشنهاد می‌کنند که واکنش‌های حساسیت بیش از حد ممکن است نتیجه مستقیم نقش بتاهیستین در افزایش سطح هیستامین در سراسر بدن باشد. پس از قطع مصرف بتاهیستین، واکنش‌های حساسیت به سرعت فروکش می‌کند.

### گوارشی
بتاهیستین همچنین ممکن است چندین عارضه جانبی مرتبط با گوارش ایجاد کند. در داخل بسته بتاهیستین آمده‌است که بیماران ممکن است عوارض جانبی گوارشی متعددی را تجربه کنند. این موارد ممکن است شامل حالت تهوع، ناراحتی معده، استفراغ، اسهال، خشکی دهان و گرفتگی معده باشد. این علائم معمولاً جدی نیستند و بین دوزها فروکش می‌کنند. بیمارانی که مشکل گوارشی مزمنی را تجربه می‌کنند ممکن است دوز خود را به حداقل محدوده مؤثر و با مصرف بتاهیستین همراه با وعده‌های غذایی کاهش دهند. مشکل گوارشی اضافی ممکن است نیاز داشته باشد که بیماران برای یافتن یک جایگزین مناسب احتمالی با پزشک خود مشورت کنند.

### سایر
افرادی که بتاهیستین مصرف می‌کنند ممکن است چندین عارضه جانبی دیگر را از خفیف تا جدی تجربه کنند. در داخل بسته دارو آمده‌است که بیماران ممکن است عوارض جانبی سیستم عصبی، از جمله سردرد را تجربه کنند. برخی از وقایع سیستم عصبی نیز ممکن است تا حدی به بیماری زمینه ای نسبت داده شود تا داروهای مورد استفاده برای درمان آن. مطالعه جک-تول و واگنر همچنین گزارش می‌دهد که بیماران ممکن است سردرد و مشکلات کبدی، از جمله افزایش آنزیم‌های کبدی و اختلالات جریان صفرا را تجربه کنند. هر گونه عارضه جانبی که تداوم یابد یا بیشتر از تسکین علائم بیماری اصلی باشد، ضمانت می‌کند که بیمار برای تنظیم یا تغییر دارو باید با پزشک خود مشورت کند.

## داروشناسی

### فارماکودینامیک
بتاهیستین آنتاگونیست قوی گیرنده H3 هیستامین و آگونیست ضعیف گیرنده هیستامین H1 است. بتاهیستین دو مکانیسم عمل دارد. در درجه اول، آگونیست ضعیفی در گیرنده‌های H1 است، که بر روی رگ‌های خونی گوش داخلی قرار دارند. این امر باعث گشادشدگی موضعی رگ‌ها و افزایش نفوذپذیری می‌شود که به معکوس کردن مشکل اساسی هیدروپس اندولنفاتیک کمک می‌کند. مهمتر از آن، بتاهیستین دارای اثرات آنتاگونیستی قدرتمندی در گیرنده‌های H3 است، در نتیجه سطوح انتقال دهنده‌های عصبی هیستامین، استیل کولین، نوراپی نفرین، سروتونین و گابا آزاد شده از انتهای عصبی را افزایش می‌دهد. افزایش مقادیر هیستامین آزاد شده از انتهای عصب هیستامینرژیک می‌تواند گیرنده‌ها را تحریک کند. این تحریک اثرات گشادکننده رگهای قوی بتاهیستین در گوش داخلی را توضیح می‌دهد که به خوبی مستند شده‌است. به نظر می‌رسد بتاهیستین رگ‌های خونی گوش داخلی را گشاد می‌کند که می‌تواند فشار مایع اضافی را کاهش داده و بر روی ماهیچه صاف اثر بگذارد. فرض بر این است که افزایش بتاهیستین در سطح سروتونین در ساقه مغز، فعالیت هسته‌های دهلیزی را مهار می‌کند.

### فارماکوکینتیک
بتاهیستین هم به صورت قرص و هم به صورت محلول خوراکی وجود دارد و به صورت خوراکی مصرف می‌شود. به سرعت و به‌طور کامل جذب می‌شود. میانگین نیمه عمر دفع پلاسما ۳ تا ۴ ساعت است و دفع آن عملاً در عرض ۲۴ ساعت از طریق ادرار کامل می‌شود. اتصال به پروتئین پلاسما بسیار کم است. بتاهیستین به آمینو اتیل پیریدین و هیدروکسی اتیل پیریدین تبدیل می‌شود و به صورت اسید پیریدیل استیک با ادرار دفع می‌شود. شواهدی وجود دارد که نشان می‌دهد یکی از این متابولیت‌ها، آمینو اتیل پیریدین، ممکن است فعال بوده و اثراتی مشابه اثرات بتاهیستین بر گیرنده‌های آمپولار داشته باشد.

## شیمی
بتاهیستین از نظر شیمیایی ۲-[۲-(متیل آمینو)اتیل] پیریدین است و به عنوان نمک دی هیدروکلراید فرموله می‌شود. ساختار شیمیایی آن شباهت زیادی به فنتیل آمین و هیستامین دارد.

## سطح دسترسی
بتاهیستین به‌طور گسترده در اروپا، قابل استفاده و در دسترس است. این دارو در اوایل دهه ۱۹۷۰ توسط سازمان غذا و داروی آمریکا برای بیماری منییر تأیید شد، اما بعداً به دلیل عدم وجود شواهدی دال بر اثربخشی این دارو، تأییدیه آن لغو شد. این عقب‌نشینی توسط دادگاه تجدیدنظر ایالات متحده در سال ۱۹۶۸ تأیید شد.